# Liste des cols du massif du Jura
Cette liste non exhaustive recense les différents cols du massif du Jura.

## Cols routiers et pédestres
| Nom                         | Altitude | Type                   | Fermeture hivernale | Pays   |
| --------------------------- | -------- | ---------------------- | ------------------- | ------ |
| Col de Porte                | 1 557 m  | pédestre               | non                 | Suisse |
| Relais du Mont du Chat      | 1 504 m  | routier                | oui                 | France |
| Col du Chasseral            | 1 502 m  | routier                | oui                 | Suisse |
| Col du Grand Colombier      | 1 501 m  | routier                | oui                 | France |
| Col de Crozet               | 1 485 m  | pédestre               | non                 | France |
| Col du Marchairuz           | 1 447 m  | routier                | oui                 | Suisse |
| Col de la Faucille          | 1 323 m  | routier                | non                 | France |
| Col de la Biche             | 1 310 m  | routier                | ?                   | France |
| Col de l'Aiguillon          | 1 293 m  | routier                | oui                 | Suisse |
| Col de la Sambine           | 1 279 m  | routier                | oui                 | France |
| Vue des Alpes               | 1 238 m  | routier                | non                 | Suisse |
| Col de Landoz-Neuve         | 1 235 m  | routier                | non                 | France |
| Col de la Givrine           | 1 228 m  | routier et ferroviaire | non                 | Suisse |
| Col du Mollendruz           | 1 184 m  | routier                | non                 | Suisse |
| Col de Cuvery               | 1 178 m  | routier                | ?                   | France |
| Col de la Tourne            | 1 170 m  | routier                | non                 | Suisse |
| Col des Étroits             | 1 152 m  | routier                | non                 | Suisse |
| Col de Pétra Félix          | 1 146 m  | routier                | non                 | Suisse |
| Col de Menthières           | 1 136 m  | routier                | non                 | France |
| Col de la Rochette          | 1 112 m  | routier                | ?                   | France |
| Col des Pontins             | 1 110 m  | routier                | non                 | Suisse |
| Balmberg                    | 1 078 m  | routier                | non                 | Suisse |
| Col de la Vacherie          | 1 066 m  | pédestre               | non                 | France |
| Col du Mont d'Orzeires      | 1 061 m  | routier                | non                 | Suisse |
| Col de Belle Roche          | 1 056 m  | routier                | oui                 | France |
| Col de la Croix de la Serra | 1 049 m  | routier                | non                 | France |
| Col des Hôpitaux            | 1 046 m  | routier                | non                 | France |
| Col de Richemond            | 1 036 m  | routier                | ?                   | France |
| Col de la Joux              | 1 026 m  | routier                | oui                 | France |
| Col de Jougne               | 1 012 m  | routier                | non                 | France |
| Col de Portes               | 1 008 m  | routier                | ?                   | France |
| Col de la Savine            | 991 m    | routier                | non                 | France |
| Col de l'Épine              | 987 m    | routier                | oui                 | France |
| Col de Colliard             | 979 m    | routier                | oui                 | France |
| Col des Roches              | 919 m    | routier                | non                 | Suisse |
| Col du Crucifix             | 915 m    | pédestre               | non                 | France |
| Col Saint-Michel            | 903 m    | pédestre               | non                 | France |
| Col du Sapenay              | 897 m    | routier                | non                 | France |
| Col des Mille Martyrs       | 874 m    | routier                | ?                   | France |
| Col des Rangiers            | 856 m    | routier                | non                 | Suisse |
| Col de Pierre Pertuis       | 827 m    | routier                | non                 | Suisse |
| Col de la Croix             | 789 m    | routier                | non                 | Suisse |
| Col du Berthiand            | 780 m    | routier                | non                 | France |
| Haut-Hauenstein             | 731 m    | routier                | non                 | Suisse |
| Bas-Hauenstein              | 691 m    | routier                | non                 | Suisse |
| Col du Chat                 | 638 m    | routier                | non                 | France |